# Василь Іванович (князь рязанський)
Василь III Іванович (рос. Василий Иванович; 1447 — 7 січня 1483) — великий князь рязанський у 1456—1483 роках.

## Життєпис
Син Івана V, великого князя рязанського. Народився 1447 року. Невдовзі помирає його старший брат Петро, й Василь стає спадкоємцем. Проте 1456 року помирає батько, призначивши великого князя московського Василя II Васильовича опікуном Василя Івановича та усього великого князівства Рязанського. 
До 1464 року виховувався у Москві, а Рязанщиною керував великий князь Московський. В цей  час  було ліквідовано самостійний рязанський монетний двір й карбування власної монети було припинено. Іван III Московський дозволив Василю Іановичу повернутися до Рязані. Взимку 1464 року останній одружується у Москві з сестрою Івана III.
Весь час князювання залишався під впливом Москви. Вважається, що цьому сприяла дружина князя, яка відігравала досить помітну роль у рязанській політиці. У 1479 році домігся приєднання до своїх володінь Пронського ткнязівства, володар якого Федір Іванович втік до Литви.
Помер 1483 року в Переяславлі-Рязанському. Князівство було поділено між двома синами Іваном і Федором. Перший отримував титул великого князя і дві третини князівства — Переславль-Рязанський, Ростіславль-Рязанський, Пронськ, другий — міста Перевитськ, Стару Рязань, Тулу й третину доходів Переяславля-Рязанського.

## Родина
Дружина — Анна, донька Василя II, великого князя Московського
Діти:
- Іван (1467—1500), великий князь рязанський
- Петро (1468 — до 1483)
- Федір (д/н—1503), князь староярзанський
- Анна (? — 1534), з 1498 року дружина князя Федора Івановича Більського.